# Vârteșcoiu
Vârteșcoiu – wieś w Rumunii, w okręgu Vrancea, w gminie Vârteșcoiu. W 2011 roku liczyła 1105
mieszkańców.